# Yonni Meyer

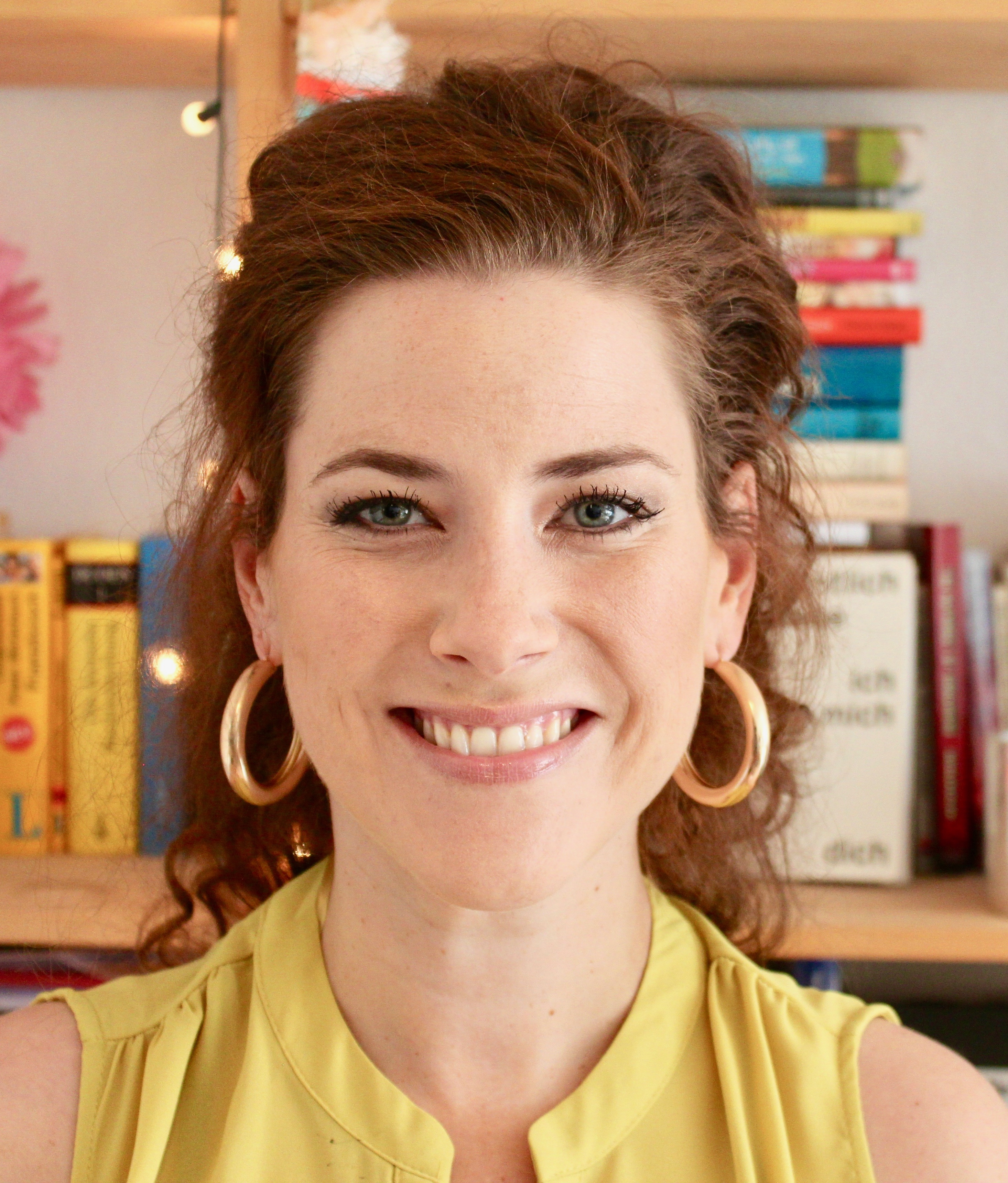
Yonni Meyer (2017)

Yonni Nelida Moreno Meyer (* 25. Januar 1982 in Winterthur), bekannt unter dem Pseudonym Pony M., ist eine Schweizer Bloggerin, Kolumnistin und Comedienne.

## Leben
Yonni Meyer wurde in Winterthur geboren und wuchs in Benken im Zürcher Weinland auf. Sie besuchte die Schule in Benken, Marthalen und Schaffhausen und absolvierte 2002 die Matura Typus M. Danach studierte sie Psychologie an der Universität Freiburg. Während des Studiums beschäftigte sie sich auch mit Humorforschung. Nach Abschluss des Studiums 2011 mit dem Master of Science in Kognitiver Psychologie, Arbeits- und Organisationspsychologie und klinischer Psychologie war Meyer vorübergehend beim Psychiatrisch-Psychologischen Dienst des Kantons Zürich im Justizvollzug tätig. Danach arbeitete sie bei der Firma Consult & Pepper in der Personalberatung, bis sie 2013 den Facebook-Blog Pony M. ins Leben rief und sich noch ab demselben Jahr vollzeitig dem Schreiben widmete.
Yonni Meyer ist verheiratet, hat einen Sohn (* 2019) und lebt in Zürich.

## Wirken

### Karriere als Bloggerin
Yonni Meyer etablierte den Facebook-Blog Pony M. im Juli 2013. Die Inhalte der veröffentlichten Beiträge wandelten sich seither von reiner Unterhaltung zu mehr gesellschaftskritischen und vereinzelt politischen Themen; Schwerpunkte bilden unter anderem die Gleichberechtigung von Mann und Frau, die soziale und gesetzliche Gleichstellung homosexueller Paare sowie die Themen Depression und Selbstachtung. Aufgrund ihres grossen Erfolgs (die Leserzahlen stiegen bereits innerhalb der ersten Monate in den fünfstelligen Bereich) wurden Meyers Texte rasch auch in etablierten (Online-)Medien veröffentlicht, so unter anderem beim Zürcher Satire-Magazin Kult, beim Schweizer Online-Portal Watson, bei dem sie noch heute tätig ist, und bei der Huffington Post Deutschland. Meyer wurde in einer Vielzahl von Zeitungsberichten, Radio- und Fernsehsendungen porträtiert und gilt als eine der bekanntesten und meistgelesenen Online-Autorinnen der Schweiz. Der Facebook-Blog Pony M. verzeichnet derzeit über 60'000 Abonnenten, und Meyers Kolumnen wurden bisher in vier Büchern publiziert (siehe unten).

### Lesungen und Stand-up Comedy
Yonni Meyer hält regelmässig Lesungen ihrer Texte in Kulturlokalen der gesamten Deutschschweiz. Die Premiere ihrer aktuellen Lesungsreihe Tour d'Amour fand am 16. Dezember 2018 im Zürcher Club Kosmos statt. Ebenfalls im Kosmos startete am 30. September 2018 das interaktive Lesungs-Format «Liebes Pony…» – Fragen, die das Leben schreibt, im Rahmen dessen Meyer aktiv mit dem Publikum diskutiert. Nebst ihren Lesungen widmet sich Yonni Meyer seit 2015 auch der Stand-up Comedy, unter anderem als Mitglied des Comedy-Kollektivs Komikaze, das im Zürcher Club Kanzlei auftritt.

### Radio- und Fernseh-Auftritte
2014 war Yonni Meyer die Protagonistin der Sendung Ich, die Mehrheit, in welcher das Schweizer Fernsehen SRF die Vor- und Nachteile der direkten Demokratie beleuchtete.
Im Juli 2017 trat Meyer neben Emil Steinberger, Michael Mittermeier, Peach Weber, Andreas Thiel und Fabian Unteregger im Club des Schweizer Fernsehens auf. Die Sendung mit dem Titel Emil & seine Erben: Das Humor-Gipfeltreffen thematisierte sowohl Bedeutung wie auch Tabu-Bereiche von Humor und Satire in der Gesellschaft.
Zusammen mit anderen Publikumsmitarbeitern produzierte Yonni Meyer im Oktober 2017 im Rahmen des Projekts Hallo SRF die Nachrichtensendung 10vor10, welche sie auch selbst moderierte. Die Sendung wurde auf den Sendern SRF 1 und SRF zwei zeitgleich in der Originalversion und in einer Hintergrundversion ausgestrahlt, damit die Tätigkeiten der Publikumsmitarbeiter hinter den Kulissen zu verfolgen waren.

### Weitere öffentliche Auftritte und gemeinnützige Tätigkeit
Im Rahmen öffentlicher Auftritte hat Meyer wiederholt Standpunkte bezogen, welche auch eine zentrale Rolle in ihren Texten spielen. Insbesondere setzt sie sich dezidiert für die Gleichstellung aller Menschen unabhängig von Geschlecht, sexueller Gesinnung oder Herkunft ein. Sie hat sowohl in der Schweiz wie auch in Deutschland an Podiumsdiskussionen zum Thema Migration und Integration teilgenommen, war 2015 Ambassadorin der Anti-Rassismuskampagne Bunte Schweiz der Eidgenössischen Kommission gegen Rassismus und hat sich wiederholt für gemeinnützige Projekte zur Unterstützung von Flüchtlingen und anderen hilfsbedürftigen Mitgliedern der Gesellschaft eingesetzt.

## Veröffentlichungen
- Vill Liebi (2014), Eigenverlag
- Meh Liebi (2015), Eigenverlag
- 1982 (2016), Eigenverlag
- Dini Mueter (2017), Eigenverlag